# Oboseala transmiterii sinaptice

Aceasta e o diagramă tipică a sinapsei din sistemul nervos central. Neuronii presinaptic și postsinaptic sunt, respectiv, mai în sus și mai în jos. Veziculele sinaptice sunt reprezentate ca niște sfere mici, iar receptorii sunt negri-închiși. Dacă veziculele presinaptice sunt eliberate mai rapid în fanta sinaptică decât ele dovedesc să se formeze, apare oboseala transmiterii sinaptice.

Oboseala transmiterii sinaptice, sau mai pe scurt depresia sinaptică, este o inabilitate temporară a neuronului să transmită un semnal. Se socoate că asta e o formă a feedback-ului negativ pentru a controla fiziologic forme particulare ale activității sistemului nervos.

## References
1. ↑  Kilpatrick, Z. P. (2010). Spatially Structured Waves and Oscillations in Neuronal Networks With Synaptic Depression and Adaptation. Doctor of Philosophy, University of Utah.